# Вознесенье (Ярославская область)
Вознесенье — село в Тутаевском районе Ярославской области России. В рамках организации местного самоуправления входит в Левобережное сельское поселение, в рамках административно-территориального устройства — в Помогаловский сельский округ.

## География
Расположено на левом берегу реки Волги в 11 километрах к северо-западу от райцентра города Тутаева.

## История
Зимний храм в селе построен в 1785 году на пожертвования прихожан. В 1832 году на средства Н. В. Сабанеева возведён каменный летний храм с ярусной колокольней. Престолов было три: во имя Вознесения Господня; во имя Иконы Божией Матери, именуемой «Знамение»; во имя святителя Николая, архиепископа Мир Ликийских, Чудотворца.
В конце XIX — начале XX века село входило в состав Савинской волости Романово-Борисоглебского уезда Ярославской губернии.
С 1929 по 2005 годы село входило в состав Помогаловского сельсовета Тутаевского района.
В 2001 году Постановлением Государственной Думы Ярославской области от 02.10.2001 № 203 «Об изменениях в административно-территориальном устройстве Тутаевского района Ярославской области» на территории Помогаловского сельсовета Тутаевского района образовано село «Вознесенье». Тем же Постановлением установлен тип сельского поселения — село и
поддержано предложение о присвоении новому населенному пункту (селу) наименования «Вознесенье».
С 2005 года — в составе Левобережного сельского поселения.

## Население
| 1859 | 2002 | 2007 | 2010 |
| ---- | ---- | ---- | ---- |
| 15   | ↘0   | →0   | ↗3   |

## Инфраструктура
Личное подсобное хозяйство с зоной сельскохозяйственного использования, индивидуальная застройка усадебного типа.

## Достопримечательности
В селе находится недействующая Церковь Вознесения Господня (1785 год).